# 636
636(육백삼십육)은 635보다 크고 637보다 작은 자연수다.

## 수학
- 합성수로, 그 약수는 총 12개다. (1, 2, 3, 4, 6, 12, 53, 106, 159, 212, 318, 636)
  - 636의 진약수의 합은 876이므로, 636은 과잉수다.
- 회문수다.
- 자릿수 제곱합이 제곱수인 57번째 자연수다. ({\displaystyle 6^{2}+3^{2}+6^{2}=9^{2}}) 이 성질을 지닌 앞의 수는 632, 다음 수는 663이다. (OEIS의 수열 A175396)
- {\displaystyle 636=43+47+53+59+61+67+71+73+79+83}
  - 연속하는 소수(素數) 10개의 합으로 나타낼 수 있으며, 이 성질을 지닌 앞의 수는 594, 다음 수는 682이다.
- {\displaystyle 23^{4}-1}은 636으로 나누어떨어진다.

## 과학
- NGC 636(영어판): 고래자리 방향에 있는 타원은하.
- 636 에리카(영어판): 소행성.

## 교통

### 철도
- 서울 지하철 6호선 동묘앞역의 역번호.

### 도로
- 스페인 636번 국도(스페인어판)
- 636번 홋카이도도(일본어판)

## 군사
- U-636(영어판, 독일어판): 제2차 세계 대전에 사용된 나치 독일의 군용 잠수함.
- USS SC-636(영어판): 제2차 세계 대전에 사용된 미국의 구잠정.
- 아브로 636(영어판): 아브로에서 제작한 영국의 전투기.

## 문화유산
- 대한민국의 보물 제636호: 도기 서수형 명기

## 기타
- 연도: 636년, 기원전 636년